# Oribatella byzovae
Oribatella byzovae är en kvalsterart som beskrevs av Krivolutsky 1974. Oribatella byzovae ingår i släktet Oribatella och familjen Oribatellidae. Inga underarter finns listade i Catalogue of Life.